# Сант'Агата (Кјети)
Сант'Агата је насеље у Италији у округу Кјети, региону Абруцо.
Према процени из 2011. у насељу је живело 33 становника. Насеље се налази на надморској висини од 304 м.